# Milán-San Remo 2009
La Milán-San Remo 2009 fue la edición número 100 de esta clásica ciclista de primavera. Se disputó el sábado 21 de marzo de 2009. con un recorrido de 298 km, los mismos que en la edición anterior
Formó parte de las Carreras Históricas del UCI World Ranking 2009.
Participaron 25 equipos (los mismos que en la Tirreno-Adriático 2009 excepto el Vacansoleil y más el ISD). Formando así un pelotón de 197 ciclistas, con 8 corredores cada equipo (excepto el Euskaltel-Euskadi, Française des Jeux y Saxo Bank que salieron con 7), de los que acabaron 162.
Dos hechos marcaron esta edición: por un lado, la ausencia de última hora de varios de los favoritos, a saber, el español Óscar Freire, el Campeón del Mundo Alessandro Ballan o el ganador de la edición de 2008, el suizo Fabian Cancellara. Por otro lado, fue relevante la presencia del séptuple ganador del Tour el norteamericano Lance Armstrong, que finalizó la carrera en una discreta 125ª posición a más de 8 minutos del ganador.
El ganador final fue el esprínter Mark Cavendish realizando una espectacular remontada en el sprint para superar a Heinrich Haussler. Completó el podio Thor Hushovd, tercero en el mencionado sprint aunque ya sin opciones de victoria.

## Clasificación final
| Posición | Ciclista            | Equipo                          | Tiempo     |
| -------- | ------------------- | ------------------------------- | ---------- |
| 1.       | Mark Cavendish      | Columbia-High Road              | 6h 42' 31" |
| 2.       | Heinrich Haussler   | Cervélo                         | m.t.       |
| 3.       | Thor Hushovd        | Cervélo                         | + 02"      |
| 4.       | Allan Davis         | Quick Step                      | m.t        |
| 5.       | Alessandro Petacchi | LPR Brakes-Farnese Vini         | m.t.       |
| 6.       | Daniele Bennati     | Liquigas                        | m.t.       |
| 7.       | Aitor Galdós        | Euskaltel-Euskadi               | m.t.       |
| 8.       | Enrico Rossi        | Ceramica Flaminia-Bossini Docce | m.t.       |
| 9.       | Luca Paolini        | Acqua & Sapone                  | m.t.       |
| 10.      | Peter Velits        | Milram                          | m.t.       |